# جيوفاني باولو بانيني
جيوفاني باولو بانيني (بالإيطالية: Giovanni Paolo Pannini)‏ (17 يونيو 1691 – 21 أكتوبر 1765)، رسام ومهندس معماري إيطالي يعرف بكونه أحد فيدوتيسي (رسامو العرض). أهم أعماله هو العمل الداخلي في «البانثيون».

## روابط خارجية
- جيوفاني باولو بانيني على موقع الموسوعة البريطانية (الإنجليزية)
- جيوفاني باولو بانيني على موقع ميوزك برينز (الإنجليزية)
- جيوفاني باولو بانيني على موقع ديسكوغز (الإنجليزية)